# Phene

Strukturformel von Phenanthren

Phene sind in der Chemie kondensierte aromatische Kohlenwasserstoffe deren Benzolringe angular (gewinkelt) anelliert sind.
Beispiele sind:
- Phenanthren und
- Chrysen.